# Zulfija Jachjarowa
Zulfija Abduraufowna Jachjarowa (ros. Зульфия Абдурауфовна Яхьярова; ur. 5 czerwca 1989) – kazachska zapaśniczka walcząca w stylu wolnym. Zajęła trzynaste miejsce na mistrzostwach świata w 2013 roku.
Szósta w Pucharze Świata w 2013. Piąta na mistrzostwach Azji w 2013 i 2024. Wicemistrzyni świata juniorów w 2009. Mistrzyni Azji juniorów w 2009 i trzecia w 2008 roku.